# Heterospilus limonensis
Heterospilus limonensis – gatunek błonkówki z rodziny męczelkowatych i podrodziny Doryctinae.
Ciało długości od 3 do 4 mm. Głowa żółta do miodowożółtej z brązowym, poprzecznie żeberkowanym ciemieniem i pomarszczoną lub pomarszczenie żeberkowaną twarzą. Czułki z żółtym trzonkiem i brązowym biczykiem. Tułów ciemnobrązowy z jasnobrązowym spodem i takiej barwy ziarenkowanymi bocznymi płatami śródtarczki. Mezopleury gładkie. Metasoma ciemnobrązowo-miodowożółta. Odnóża żółte. Żyłki skrzydeł brązowe, a pterostygma dwubarwna, brązowo-żółta.  Pierwsze tergum metasomy u wierzchołka niewęższe niż dłuższe, terga 2+3 o prostym przednim rowku poprzecznym, a targa trzecie i czwarte tylko u nasady z podłużnymi żeberkami. Pokładełko dłuższe od metasomy.
Gatunek znany wyłącznie z Kostaryki.